# درج (ژنتیک)

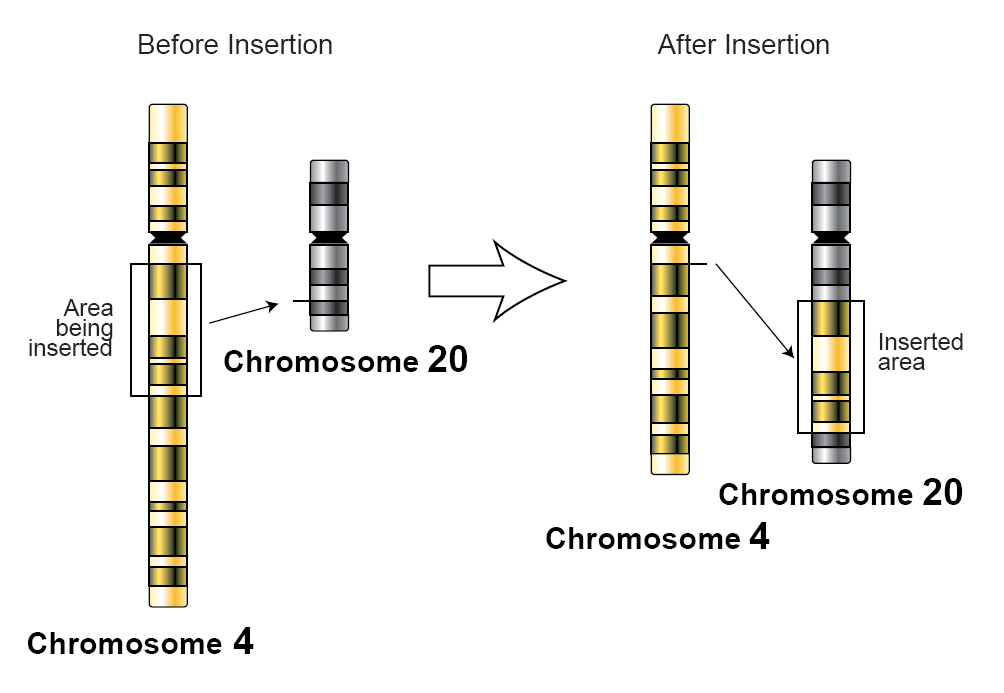
تصویری از درج در سطح کروموزومی

در ژنتیک، درج (به انگلیسی: Insertion) (که به آن جهش درجی یا جهش القایی نیز گفته می شود)، افزودن یک یا تعداد بیشتری جفت باز نوکلئوتیدی در توالی DNA است. این رویداد اغلب ممکن است به دلیل لغزش DNA پلیمراز در نواحی ریزماهواره‌ای روی دهد. درج‌ها ممکن است در اندازه‌های یک جفت تا قطعه کروموزومی باشند که به طور ناصحیح در توالی DNA ی دیگری قرار می گیرند. اعتقاد بر این است که سازوکار کوچکترین جهش‌های درجی تک جفت-بازی، به صورت جداسازی جفت-بازی بین رشته‌های الگو و پرایمر بوده که پس از آن ممکن است پشته‌سازی بازهای غیرمجاور در مکان فعال پلیمراز DNA، به صورت موضعی رخ دهد. در سطح کروموزومی، درج به معنای الحاق دنباله بزرگی به کروموزوم است. این اتفاق ممکن است در زمان کراسینگ‌اور، طی میوز رخ دهد.
افزودن ناحیه N، به افزودن نوکلئوتیدهای غیر-کدکننده طی نوترکیبی ژنی توسط دئوکسی نوکلئوتیدیل ترنسفراز انتهایی گفته می شود.
درج نوکلئوتید P، به درج توالی پالیندرومی گفته می شود که توسط پایانه‌های قطعات ژنی نوترکیب کد شده اند.
تکرارهای سه‌تایی برخی مواقع به صورت جهش‌های درجی و برخی مواقع دیگر به عنوان دسته متفاوتی از جهش‌ها طبقه بندی می گردند.

## مطالعه بیشتر
- Pierce, Benjamin A. (2013). Genetics: A Conceptual Approach (5th ed.). W. H. Freeman. ISBN 978-1-4641-5084-5.